# Льюэрс, Иэйн
Иэйн Льюэрс (англ. Iain Lewers; род. 5 января 1984, Белфаст) — ирландский, английский и британский хоккеист на траве, защитник и полузащитник. Участник летних Олимпийских игр 2012 и 2016 годов, бронзовый призёр чемпионата Европы 2011 года, бронзовый призёр Мировой лиги 2013 года.

## Биография
Иэйн Льюэрс родился 5 января 1984 года в британском городе Белфаст.
Учился в начальной школе Кэрнсхилл, Веллингтонском колледже и Ольстерском университете в Белфасте, где получил степень бакалавра спортивных наук и менеджмента.

### Клубная карьера
Начал заниматься хоккеем на траве в 6-летнем возрасте. С 1990-х до 2007 года играл за «Аннадейл» из Белфаста. В его составе пять раз становился победителем высшей лиги Ольстера (2003—2007). На межрегиональном уровне выступал за Ольстер.
В 2007—2010 годах играл в чемпионате Нидерландов за ХГК из Вассенара, в составе которого стал серебряным призёром Евролиги в 2008 году и чемпионата страны в 2010 году.
Впоследствии играл в чемпионате Англии за «Лафборо» (2010—2011), «Ист-Гринстед» (2011—2014), «Холкомб» (2014—2017) и «Уимблдон» (2017—2019), однако дважды уезжал выступать в Индию: в 2014 году за «Уттар-Прадеш Уизардс», в 2016—2017 годах — за «Дели Уэйверидерс».
В 2014 и 2015 годах был признан лучшим хоккеистом Великобритании.
В 2019 году завершил игровую карьеру.

### Международная карьера
В течение карьеры выступал за три сборных. На юношеском уровне выступал за сборную Ирландии, в 2004—2008 годах защищал цвета главной команды страны, провёл 88 матчей. В 2005 году выиграл в составе ирландцев Трофей наций — второй уровень чемпионата Европы.
В июле 2008 года сменил спортивное гражданство и в 2011—2016 годах играл за сборные Англии и Великобритании. В составе англичан в 2011 году стал бронзовым призёром чемпионата Европы в Мёнхенгладбахе, в 2013 году — финала Мировой лиги в Нью-Дели, в 2014 году — хоккейного турнира Игр Содружества в Глазго. Участвовал в чемпионате мира 2014 года в Гааге и чемпионатах Европы 2013 года в Боме и 2015 года в Лондоне — на всех этих турнирах сборная Англии заняла 4-е место.
В 2012 году вошёл в состав сборной Великобритании по хоккею на траве на летних Олимпийских играх в Лондоне, занявшей 4-е место. Играл в поле, провёл 7 матчей, забил 1 мяч в ворота сборной Австралии.
В 2016 году вошёл в состав сборной Великобритании по хоккею на траве на летних Олимпийских играх в Рио-де-Жанейро, занявшей 9-е место. Играл в поле, провёл 5 матчей, мячей не забивал.
В 2011—2016 годах провёл за сборную Англии 74 матча, забил 7 мячей, в сборной Великобритании на его счету 72 матча и 4 гола.

## Семья
Отец — Дэвид Льюэрс, ирландский хоккеист на траве. Выступал за «Аннадейл».